# Brian Turner
Pour les articles homonymes, voir Turner.
Brian Alfred Turner, né le 31 juillet 1949 en Angleterre, est un footballeur international néo-zélandais. Il évoluait au poste de milieu offensif.
Il participe à la Coupe du monde 1982 avec la Nouvelle-Zélande.
Il accompagne le sélectionneur de l'équipe de Nouvelle-Zélande de football qui participe à la Coupe du monde de football 2010.

## Carrière
- 1966 : Ponsonby
- 1967 : Eden
- 1968-1969 : Chelsea FC
- 1969-1970 : Portsmouth FC
- 1970-1972 : Brentford FC
- 1972-1980 : Mount Wellington
- 1981 : Blacktown City
- 1981 : Wollongong Wolves
- 1982 : Gisborne City
- 1983 : Papatoetoe AFC
- 1984-1985 : Mount Wellington
- 1986 : Eden

## Palmarès
- Champion de Nouvelle-Zélande en 1972, 1974, 1979 et 1980
- Vainqueur de la Coupe de Nouvelle-Zélande (Chatham Cup) en 1973 et 1980

- Vainqueur de la Coupe d'Océanie des nations 1973 avec la Nouvelle-Zélande
- 59 sélections et 21 buts en équipe de Nouvelle-Zélande entre 1967 et 1982

- NZSMA Hall of Fame : 1995
- Joueur de l'année de Nouvelle-Zélande en 1974, 1979, 1980